# Charpentieria dyodon
Charpentieria dyodon е вид охлюв от семейство Clausiliidae. Видът е почти застрашен от изчезване.

## Разпространение
Разпространен е в Италия и Швейцария.